# 森辰雄
森 辰雄（もり たつお）は ロサンゼルスにある出版社Weekly LALALA社創立者及経営者。
『Weekly LALALA』はアメリカ合衆国在住の日本人向けフリーペーパーでは最大規模の毎週5万部を発行している。

## 来歴
1994年、日本大学国際関係学部卒業後、佐川急便にて運転手として2年間勤務。 1997年に渡米。フリーペーパーを発行する「BRIDGE USA」に営業職として入社。 2003年8月に同社を退社し、Weekly LALALLA社を設立。同年11月に第一号を創刊した。 2007年にはアメリカ人向けの日本情報発信フリーペーパー『Japan Up』を創刊。